# Coteaux calcaires de la vallée de la Dordogne
Coteaux calcaires de la vallée de la Dordogne este o arie protejată (sit de importanță comunitară — SCI) din Franța întinsă pe o suprafață de 3.686 ha, integral pe uscat.

## Localizare
Centrul sitului Coteaux calcaires de la vallée de la Dordogne este situat la coordonatele 44°51′53″N 1°19′44″E / 44.86466°N 1.32895°E.

## Înființare
Situl Coteaux calcaires de la vallée de la Dordogne a fost declarat arie specială de conservare în baza directivei 92/43 din 1992 referitoare la conservarea habitatelor naturale și a faunei și florei sălbatice pentru a proteja 2 specii de animale.

## Biodiversitate
Situată în ecoregiunea atlantică, aria protejată conține 5 habitate naturale: Formațiuni de Juniperus communis pe lande sau pajiști calcaroase, Pajiști uscate seminaturale și facies de acoperire cu tufișuri pe substraturi calcaroase (Festuco-Brometalia) (* situri importante pentru orhidee), Păduri de Quercus ilex și Quercus rotundifolia, Peșteri inaccesibile publicului, Pante stâncoase calcaroase cu vegetație casmofită.
La baza desemnării sitului se află mai multe specii protejate de  mamifere (2): liliacul mare cu potcoavă (Rhinolophus ferrumequinum), liliacul mic cu potcoavă (Rhinolophus hipposideros).
Pe lângă speciile protejate, pe teritoriul sitului au mai fost identificate 2 specii de plante, 9 specii de păsări, 1 specie de amfibieni, 1 specie de mamifere, 1 specie de nevertebrate.